# 东岭莫氏宗祠
东岭莫氏宗祠，位于中国广东省湛江市雷州市白沙镇东岭村，为湛江市雷州市的一个市级文物保护单位，类型为古建筑，公布时间为1999年9月15日。
东岭莫氏宗祠的历史年代为明代。